# Епархия Абитины
Епархия Абитины (лат. Dioecesis Abitinensis) — упразднённая епархия, в настоящее время титулярная епархия Римско-Католической церкви.

## История
Античный город Абитина находился в римской провинции Африка и до VII века был центром одноимённой епархии. Епархия Абитины входила митрополию Карфагена. В VII веке епархия Абитины прекратила своё существование.
Абитина известна тем, что в ней в 304 году приняли мученическую смерть христианские святые, которые называются именем этого города.
C 1948 года епархия Абитины является титулярной епархией Римско-Католической церкви.

## Епископы
- упоминается в 255 году — епископ Сатурнин ;
- упоминается в 303 году — епископ Фундан ;
- упоминается в 411 году — епископ Виктор ;
- 440—453 — епископ Гаудизий ;
- упоминается в 525 году — епископ Репарат ;
- упоминается в 646 году — епископ Аугусталь .

## Титулярные епископы
- 10.06.1948 — 18.04.1950 — епископ Gérard Bertrand M.Afr[1]  — назначен епископом Тамале;
- 25.06.1950 — 26.06.1953 — епископ Thomas Fernando  — назначен епископом Тутикорина;
- 22.05.1956 — 21.09.1959 — епископ Francisco Juan Vénnera  — назначен епископом Сан-Николас-де-лос-Арройоса;
- 21.10.1959 — 13.12.1983 — епископ Винценты Урбан ;
- 14.06.1984 — 30.11.2002 — епископ Eduardo Picher Peña ;
- с 19.12.2002 — епископ Брайан Фаррелл L.C. .

## Источник
- Annuario Pontificio, Libreria Editrice Vaticana, Città del Vaticano, 2003, стр. 748, ISBN 88-209-7422-3
- Pius Bonifacius Gams, Series episcoporum Ecclesiae Catholicae, Leipzig 1931, стр. 463  (лат.)
- Stefano Antonio Morcelli, Africa christiana, Volume I, Brescia 1816, стр. 63 — 64  (лат.)
- La Gerarghia Cattolica